# Thalassarachna striata
Thalassarachna striata är en kvalsterart som först beskrevs av Lohmann 1889.  Thalassarachna striata ingår i släktet Thalassarachna och familjen Halacaridae. Inga underarter finns listade i Catalogue of Life.